# Калто
Калто је насеље у Италији у округу Ровиго, региону Венето.
Према процени из 2011. у насељу је живело 711 становника. Насеље се налази на надморској висини од 8 м.

## Становништво
| 1951. | 1961. | 1971. | 1981. | 1991. | 2001. | 2011. |
| ----- | ----- | ----- | ----- | ----- | ----- | ----- |
| 1.749 | 1.302 | 1.073 | 954   | 872   | 865   | 819   |